# David Cook (Religionswissenschaftler)
David Bryan Cook (* 1966) ist ein US-amerikanischer Religionswissenschaftler. Er lehrt als Assistant Professor of Religious Studies an der Rice University in Houston, Texas. 

## Leben
David Cook schloss ein Studium an der Hebräischen Universität Jerusalem 1994 mit dem B.A. ab. Er studierte dann an der University of Chicago, wo er 1998 den MA und 2001 den PH.D. erwarb. 
Schwerpunkte seiner Lehrtätigkeit am Department of Religion der Rice University sind die Geschichte des Islam, muslimische apokalyptische Bewegungen und die entsprechenden literarischen Zeugnisse, Boko Haram, sowie die Geschichte der frühen Astronomie und der jüdisch-arabischen Philosophie.

## Preise und Auszeichnungen
- 2002: Thomas Robbins Award for Excellence in the Study of New Religious Movements, Society for the Scientific Study of Religions.[1]

## Schriften (Auswahl)
David Cook hat mehrere Aufsätze in US-amerikanischen und internationalen Zeitschriften zu aktuellen politischen, vor allem den Islam betreffenden Themen veröffentlicht und Beiträge in Handbüchern und Sammelwerken verfasst.
- Studies in Muslim Apocalyptic. Darwin Press, Princeton 2003. (Studies in Late Antiquity and Early Islam.)
- Contemporary Muslim Apocalyptic Literature Syracuse: Syracuse Univ. Press, 2005.
- Understanding Jihad,  Berkeley: University of California Press, 2005.  Berkeley: University of California Press, 2005. ISBN  978-0-52024448-1
- Martyrdom in Islam. Cambridge: Cambridge University Press, 2007. ISBN  978-0-52185040-7
- Mit Olivia Allison: Understanding and Addressing Suicide Attacks. The Faith and Politics of Martyrdom Operations.  Greenwood, Praeger Press 2007. ISBN 978-0-27599260-6

- Boko Haram: A Prognosis. Ed. James A. Baker III. Institute for Public Policy, Rice University, Houston, 2011. Volltext, pdf